# Hartenrod (Wald-Michelbach)
Hartenrod ist ein Ortsteil der Gemeinde Wald-Michelbach im südhessischen Landkreis Bergstraße.

## Geographie
Hartenrod liegt auf 370 m ü. NHN im Norden des Gemeindegebiets von Wald-Michelbach im Buntsandstein-Odenwald, ca. 14,5 km südöstlich von Heppenheim und 1,7 km nordöstlich der Gemeindeverwaltung in Wald-Michelbach. Das Gebiet des Ortsteils besteht aus der Gemarkung Hartenrod mit einer Fläche von 152 Hektar, davon sind 34 Hektar Wald. Die Ortslage befindet sich auf 370 bis 406 m ü. NHN und der höchste Punkt liegt mit 483 m im Nordwesten der Gemarkung. In der Gemarkung liegt die ehemalige Heckenmühle, heute ein Ausflugslokal. Durch Hartenrod fließt der Gritzenbach, der in der Kerngemeinde in den Ulfenbach mündet, der in Hirschhorn den Neckar erreicht. Hartenrod wie Wald-Michelbach gehören zum Geo-Naturpark Bergstraße-Odenwald und sind touristisch gut erschlossen.
An den Ortsteil Hartenrod grenzen, von Norden und Osten beginnend, im Uhrzeigersinn, die Wald-Michelbacher Ortsteile Kocherbach und Affolterbach, im Süden und Westen Aschbach und die Kerngemeinde. Der Ortsteil wird durch eine Stichstraße (Kreisstraße 30) erschlossen, die in der Kerngemeinde von der Landesstraße 3120 Richtung Norden abzweigt.

## Geschichte

### Von den Anfängen bis zum 18. Jahrhundert
Die erste urkundliche Erwähnung für Hartenrod findet sich aus dem Jahr 1437 unter dem Namen Herten Rode in einer Urkunde des Ortes Ober-Schönmattenwag, heute im Staatsarchiv Darmstadt. Es gibt zwei Deutungen zum Ortsnamen:
- abgeleitet von hartes Roden, nämlich der Urbarmachung,
- roden auf der Hart, einer Gemarkungsbezeichnung.

Aus dem Jahr 1480 ist überliefert, dass der Ort jährlich 37½ fl Bede an die Kurmainzer Kellerei in Heppenheim abzuführen hatte. Auch für das Jahr 1654 wurde noch der Betrag von 37 fl genannt.
Die Gerichtsbarkeit über den Ort wurde anfangs durch die „Zent Heppenheim“ und später durch die „Zent Abtsteinach“ ausgeübt. Innerhalb der Zent bildete Hartenrod zusammen mit sechs weiteren Orten (Gadern, Kocherbach, Aschbach, Dürr-Ellenbach, Lützelbach, Buchklingen) und neun Höfen in Wald-Michelbach das „Hartenroder Gericht“, ein gemeinsames Schultzengericht. Appellationsgericht und Oberhof waren das Zentgericht in Abtsteinach und bis 1782 der Oberhof in Heppenheim. Zeitweise wurde der Status des „Hartenroder Gerichts“ wohl aufgewertet, denn 1654 wurde von einem „Ganz Gericht“ berichtet.
Für das Jahr 1568 ist belegt, dass Hartenrod zum Kurmainzer „Amt Starkenburg“ und dort zur „Zent Abtsteinach“ zählte. Schon seit der für Kurmainz verhängnisvollen Mainzer Stiftsfehde 1461/62 war das Amt Starkenburg allerdings an die Kurpfalz wiedereinlöslich verpfändet, und es blieb anschließend für 160 Jahre pfälzisch. Pfalzgraf Friedrich hatte sich für seine Unterstützung von Erzbischof Diether im durch die beiden Kurfürsten am 19. November 1461 geschlossenen „Weinheimer Bund“ das Amt Starkenburg verpfänden lassen, wobei Kurmainz das Recht erhielt, das Pfand für 100.000 Pfund wieder einzulösen.
In den Anfängen der Reformation sympathisierten die pfälzischen Herrscher offen mit dem lutherischen Glauben, aber erst unter Ottheinrich, Kurfürst von 1556 bis 1559, erfolgte der offizielle Übergang zur lutherischen Lehre. Danach wechselten seine Nachfolger und gezwungenermaßen auch die Bevölkerung mehrfach zwischen der lutherischen, reformierten und calvinistischen Religion. Die Orte der „Zent Abtsteinach“ gehörten 1568 zur reformierten Pfarrei Waldmichelbach.
Als im Laufe des Dreißigjährigen Krieges (1618–1648) spanische Truppen der „Katholischen Liga“ die Region eroberten, wurde 1623 die Kurmainzer Herrschaft wieder hergestellt und die Bevölkerung musste wieder zum katholischen Glauben zurückkehren. Zwar zogen sich die spanischen Truppen nach 10 Jahren vor den anrückenden Schweden zurück, aber nach der Niederlage der Evangelischen in der Nördlingen 1634 verließen auch die Schweden die Bergstraße und mit dem Schwedisch-Französischen Krieg begann ab 1635 das blutigste Kapitel des Dreißigjährigen Krieges. Aus der Region berichten die Chronisten aus jener Zeit: „Pest und Hunger wüten im Land und dezimieren die Bevölkerung, sodass die Dörfer öfters völlig leer stehen“. Mit dem Westfälischen Frieden von 1648 wurde die Einlösung der Pfandschaft endgültig festgeschrieben.
Als es 1782 zu einer Umstrukturierung im Bereich des Kurmainzer Amtes Starkenburg kam, wurde der Bereich des Amtes in die vier untergeordnete Amtsvogteien Heppenheim, Bensheim, Lorsch und Fürth aufgeteilt und das Amt in Oberamt umbenannt. Die Zente Mörlenbach, Fürth und Abtsteinach, in der Nieder-Liebersbach lag, wurden der Amtsvogtei Fürth unterstellt und musste ihre Befugnisse weitgehend abgeben. Zwar blieb die Zentordnung mit dem Zentschultheiß formal bestehen, dieser konnte jedoch nur noch die Anordnungen der übergeordneten Behörden (Oberamt Starkenburg, Unteramt Fürth) ausführen. Das „Oberamt Starkenburg“ gehörte verwaltungsmäßig zum „Unteren Erzstift“ des Kurfürstentums Mainz.

### Vom 19. Jahrhundert bis heute
Mit dem Reichsdeputationshauptschluss erhielt die Landgrafschaft Hessen-Darmstadt, als Ausgleich für verlorene rechtsrheinische Gebiete, unter anderem Teile der aufgelösten Fürstentümer Kurmainz, Kurpfalz und des Bistums Worms zugesprochen. Auch das Oberamt Starkenburg, und mit ihm Hartenrod, kam an Hessen-Darmstadt. Die „Amtsvogtei Fürth“ wurde vorerst als hessisches Amt weitergeführt, während das Oberamt Starkenburg 1805 aufgelöst wurde. Die übergeordnete Verwaltungsbehörde war der „Regierungsbezirk Darmstadt“, der ab 1803 auch als „Fürstentum Starkenburg“ bezeichnet wurde.
In Hessen-Darmstadt wurde mit Ausführungsverordnung vom 9. Dezember 1803 das Gerichtswesen neu organisiert. Für das Fürstentum Starkenburg wurde das „Hofgericht Darmstadt“ eingerichtet. Es war für normale bürgerliche Streitsachen Gericht der zweiten Instanz, für standesherrliche Familienrechtssachen und Kriminalfälle die erste Instanz. Übergeordnet war das Oberappellationsgericht Darmstadt. Die Rechtsprechung der ersten Instanz wurde durch die Ämter bzw. Standesherren vorgenommen. Damit hatten die Zente und die mit ihnen verbundenen Zentgerichte endgültig ihre Funktion eingebüßt.
Am 14. August 1806 erhob Napoleon die Landgrafschaft Hessen-Darmstadt, gegen deren Beitritt zum Rheinbund und Stellung hoher Militärkontingente an Frankreich, zum Großherzogtum.
Konrad Dahl berichtet 1812 in seiner Historisch-topographisch-statistische Beschreibung des Fürstenthums Lorsch, oder Kirchengeschichte des Oberrheingaues über Hartenrod als Ort des „Hartenroder Gerichts“ der „Zent Abtsteinach“:

„Hartenrod, ein Dorf von 9 Hubengüthern mit 12 Häusern und 106 Selen. Es hat auch eine Frucht- und Schneidmühle. Von Absteinach ist solches 1½ Stunde entfernt. Die Oberschafnerei Lorsch hat 1/3 und die Kellerei Lindenfels 2/3 am Zehenden.“

Nach der endgültigen Niederlage Napoléons regelte der Wiener Kongress 1814/15 auch die territorialen Verhältnisse für Hessen. Daraufhin wurden 1816 im Großherzogtum Provinzen gebildet, wobei das bisher als „Fürstentum Starkenburg“ bezeichnete Gebiet, das aus den südlich des Mains gelegenen alten hessischen und den ab 1803 hinzugekommenen rechtsrheinischen Territorien bestand, in „Provinz Starkenburg“ umbenannt wurde. 1821 wurden im Rahmen einer umfassenden Verwaltungsreform die Amtsvogteien in den Provinzen Starkenburg und Oberhessen aufgelöst und Landratsbezirke eingeführt, wobei Hartenrod zum Landratsbezirk Lindenfels kam. Im Rahmen dieser Reform wurden auch Landgerichte geschaffen, die jetzt unabhängig von der Verwaltung waren. Deren Gerichtsbezirke entsprachen in ihrem Umfang den Landratsbezirken. Für den Landratsbezirk Lindenfels war das Landgericht Fürth als Gericht erster Instanz zuständig. Diese Reform ordnete auch die Verwaltung auf Gemeindeebene neu. So war die Bürgermeisterei in Gadern auch für Aschbach, Dürrellenbach und Hartenrod zuständig. Nun gab es keine Einsetzungen von Schultheißen mehr, sondern einen gewählten Ortsvorstand, der sich aus Bürgermeister, Beigeordneten und Gemeinderat zusammensetzte.
1821 wurden im Rahmen einer umfassenden Verwaltungsreform die Amtsvogteien in den Provinzen Starkenburg und Oberhessen des Großherzogtums aufgelöst und Landratsbezirke eingeführt, wobei Hartenrod zum Landratsbezirk Lindenfels kam. Im Rahmen dieser Reform wurden auch Landgerichte geschaffen, die jetzt unabhängig von der Verwaltung waren. Die Landgerichtsbezirke entsprachen in ihrem Umfang den Landratsbezirken und für den Landratsbezirk Lindenfels war das Landgericht Fürth als Gericht erster Instanz zuständig. Diese Reform ordnete auch die Administrative Verwaltung auf Gemeindeebene. So war die Bürgermeisterei in Gadern war auch für Aschbach, Dürrellenbach und Hartenrod zuständig. Entsprechend der Gemeindeverordnung vom 30. Juni 1821 gab es keine Einsetzungen von Schultheißen mehr, sondern einen gewählten Ortsvorstand, der sich aus Bürgermeister, Beigeordneten und Gemeinderat zusammensetzte.
Die Statistisch-topographisch-historische Beschreibung des Großherzogthums Hessen berichtete 1829 über Hartenrod:

„Hartenrod (L. Bez. Lindenfels) kath. Filialdorf; liegt 3 St. von Lindenfels und hat 14 Häuser und 147 Einw. Dieses Dorf zeichnet sich durch seinen vorzüglichen Hafer und starken Kartoffelbau aus. Im Jahr 1802 kam das Dorf von Mainz an Hessen.“

1832 wurden Kreise geschaffen. Nach der am 20. August 1832 bekanntgegebenen Neugliederung sollte es in Süd-Starkenburg künftig nur noch die Kreise Bensheim und Lindenfels geben; der Landratsbezirk von Heppenheim sollte in den Kreis Bensheim fallen. Noch vor dem Inkrafttreten der Verordnung zum 15. Oktober 1832 wurde diese aber dahingehend revidiert, dass statt des Kreises Lindenfels neben dem Kreis Bensheim der Kreis Heppenheim als zweiter Kreis gebildet wurde, zu dem jetzt Gadern gehörte.
Im Neuestes und gründlichstes alphabetisches Lexicon der sämmtlichen Ortschaften der deutschen Bundesstaaten von 1845 findet sich folgender Eintrag:

„Hartenrod b. Lindenfels. – Dorf, zur evangel. Pfarrei Waldmichelbach, resp. kathol. Pfarrei Abt-Steinach gehörig. – 14 H. 147 E. – Großherzogth. Hessen. – Provinz Starkenburg. – Kr. Heppenheim. – Landger. Fürth. – Hofgericht Darmstadt. – Das Dorf Hartenrod ist im J. 1802 von Mainz an Hessen abgetreten worden.“

Infolge der Märzrevolution 1848 wurden die standesherrlichen Sonderrechte endgültig aufgehoben. Darüber hinaus wurden die Kreise und die Landratsbezirke am 31. Juli 1848 abgeschafft und durch „Regierungsbezirke“ ersetzt, wobei die bisherigen Kreise Bensheim und Heppenheim zum Regierungsbezirk Heppenheim vereinigt wurden. Bereits vier Jahre später kehrte man aber zur Einteilung in Kreise zurück und Hartenrod wurde Teil des neu geschaffenen Kreises Lindenfels.
Die im Dezember 1852 aufgenommenen Bevölkerungs- und Katasterlisten ergaben für Hartenrod: Katholisches Filialdorf mit 151 Einwohnern mit einer Heckenmühle. Die Gemarkung besteht aus 608 Morgen, davon 312 Morgen Ackerland, 127 Morgen Wiesen und 148 Morgen Wald.
In den Statistiken des Großherzogtums Hessen werden, bezogen auf Dezember 1867, für das Filialdorf Hartenrod, die Bürgermeisterei Gadern, 16 Häuser, 125 Einwohner, der Kreis Lindenfels, das Landgericht Fürth, die evangelische Pfarrei Wald-Michelbach mit dem Dekanat in Lindenfels und die katholische Pfarrei Wald-Michelbach des Dekanats Heppenheim, angegeben. Zur Gemarkung gehörten außerdem die Hartenroder Ziegelhütte (1 Haus, 4 Einw.) und die Hecken-Mühle (1 Haus, 16 Einw.).
Das Großherzogtum Hessen wurde 1871 Teil des Deutschen Reiches und 1874 wurde 1874 eine Anzahl von Verwaltungsreformen beschlossen. So wurden die landesständige Geschäftsordnung sowie die Verwaltung der Kreise und Provinzen durch Kreis- und Provinzialtage geregelt. Die Neuregelung trat am 12. Juli 1874 in Kraft und verfügte auch die Auflösung der Kreise Lindenfels und Wimpfen und die Wiedereingliederung Hartenrods in den Kreis Heppenheim.
Im Jahr 1927 wurde Gemarkungsgröße mit 152,3 ha angegeben.
Die Provinzen Starkenburg, Rheinhessen und Oberhessen wurden 1937 nach der 1936 erfolgten Auflösung der Provinzial- und Kreistage aufgehoben. Zum 1. November 1938 trat eine umfassende Gebietsreform auf Kreisebene in Kraft. Der Kreis Bensheim wurde aufgelöst und zum größten Teil dem Kreis Heppenheim zugeschlagen. Der Kreis Heppenheim übernahm auch die Rechtsnachfolge des Kreises Bensheim und erhielt den neuen Namen Landkreis Bergstraße.
Wie die Einwohnerzahlen von 1939 und 1946 zeigen, nahm auch Hartenrod nach dem Krieg viele Flüchtlinge und Vertriebene aus den ehemaligen deutschen Ostgebieten auf.
Erst 1957 erhielt der Orte eine eigene Bürgermeisterei. Im Jahr 1961 wurde die Gemarkungsgröße mit 152 ha angegeben, davon waren 34 ha Wald.
Im Zuge der Gebietsreform in Hessen wurde die bis dahin selbständige Gemeinde Hartenrod am 1. Dezember 1971 auf freiwilliger Basis in die Gemeinde Wald-Michelbach eingemeindet. Für Gadern wurde ein Ortsbezirk mit Ortsbeirat und Ortsvorsteher nach der Hessischen Gemeindeordnung eingerichtet.

### Gerichte in Hessen
Für Rechtsprechung der ersten Instanz war anfangs das Amt Fürth und ab 1813 das neu gebildete Justizamt in Fürth zuständig.
Mit Bildung der Landgerichte im Großherzogtum Hessen war ab 1821 das Landgericht Fürth das Gericht erster Instanz. 1853 wurde das Landgericht Waldmichelbach neu geschaffen, zu dem auch Hartenrod gehörte.
Anlässlich der Einführung des Gerichtsverfassungsgesetzes mit Wirkung vom 1. Oktober 1879, infolge derer die bisherigen großherzoglich hessischen Landgerichte durch Amtsgerichte an gleicher Stelle ersetzt wurden, während die neu geschaffenen Landgerichte nun als Obergerichte fungierten, kam es zur Umbenennung in Amtsgericht Wald-Michelbach und Zuteilung zum Bezirk des Landgerichts Darmstadt.
Nachdem das Amtsgericht Wald-Michelbach bereits 1943 vorübergehend zur Zweigstelle des Amtsgerichts Fürth herabgestuft worden war, wurde es zum 1. Juli 1968 endgültig aufgelöst und in den Amtsgerichtsbezirk Fürth integriert.

### Verwaltungsgeschichte im Überblick
Die folgende Liste zeigt die Staaten und Verwaltungseinheiten, denen Hartenrod angehört(e):
- vor 1782: Heiliges Römisches Reich, Kurfürstentum Mainz, Amt Starkenburg  (1461–1650 an Kurpfalz verpfändet), Zent Fürth, Gericht Hartenrod
- ab 1782: Heiliges Römisches Reich, Kurfürstentum Mainz, Oberamt Starkenburg, Amt Fürth, Gericht Hartenrod
- ab 1803: Heiliges Römisches Reich, Landgrafschaft Hessen-Darmstadt,[Anm. 2] Fürstentum Starkenburg, Amt Fürth
- ab 1806: Großherzogtum Hessen,[Anm. 3] Fürstentum Starkenburg, Amt Fürth
- ab 1812: Großherzogtum Hessen, Fürstentum Starkenburg, Amt Waldmichelbach
- ab 1815: Großherzogtum Hessen, Provinz Starkenburg, Amt Waldmichelbach
- ab 1821: Großherzogtum Hessen, Provinz Starkenburg, Landratsbezirk Lindenfels[Anm. 4]
- ab 1832: Großherzogtum Hessen, Provinz Starkenburg, Kreis Heppenheim
- ab 1848: Großherzogtum Hessen, Regierungsbezirk Heppenheim
- ab 1852: Großherzogtum Hessen, Provinz Starkenburg, Kreis Lindenfels
- ab 1871: Deutsches Reich, Großherzogtum Hessen, Provinz Starkenburg, Kreis Lindenfels
- ab 1874: Deutsches Reich, Großherzogtum Hessen, Provinz Starkenburg, Kreis Heppenheim
- ab 1918: Deutsches Reich, Volksstaat Hessen,[Anm. 5] Provinz Starkenburg, Kreis Heppenheim
- ab 1938: Deutsches Reich, Volksstaat Hessen, Landkreis Bergstraße[26]
- ab 1945: Deutsches Reich, Amerikanische Besatzungszone,[Anm. 6] Groß-Hessen, Regierungsbezirk Darmstadt, Landkreis Bergstraße
- ab 1946: Deutsches Reich, Amerikanische Besatzungszone, Hessen, Regierungsbezirk Darmstadt, Landkreis Bergstraße
- ab 1949: Bundesrepublik Deutschland, Hessen, Regierungsbezirk Darmstadt, Landkreis Bergstraße
- ab 1970: Bundesrepublik Deutschland, Hessen, Regierungsbezirk Darmstadt, Landkreis Bergstraße, Gemeinde Wald-Michelbach

## Bevölkerung

### Einwohnerstruktur 2011
Nach den Erhebungen des Zensus 2011 lebten am Stichtag, dem 9. Mai 2011, in Hartenrod 253 Einwohner. Darunter waren 9 (3,7 %) Ausländer.
Nach dem Lebensalter waren 48 Einwohner unter 18 Jahren, 99 waren zwischen 18 und 49, 51 zwischen 50 und 64 und 45 Einwohner waren älter. Die Einwohner lebten in 93 Haushalten. Davon waren 18 Singlehaushalte, 24 Paare ohne Kinder und 39 Paare mit Kindern, sowie 9 Alleinerziehende und keine Wohngemeinschaften. In 15 Haushalten lebten ausschließlich Senioren und in 60 Haushaltungen lebten keine Senioren.

### Einwohnerentwicklung
| Hartenrod: Einwohnerzahlen von 1834 bis 2023 | Hartenrod: Einwohnerzahlen von 1834 bis 2023 | Hartenrod: Einwohnerzahlen von 1834 bis 2023 | Hartenrod: Einwohnerzahlen von 1834 bis 2023 | Hartenrod: Einwohnerzahlen von 1834 bis 2023 |
| --- | -------------------------------------------- | -------------------------------------------- | -------------------------------------------- | -------------------------------------------- |
| Jahr |                                              |                                              |                                              | Einwohner                                    |
| 1834 | 1834                                         |                                              | 145                                          | 145                                          |
| 1840 | 1840                                         |                                              | 158                                          | 158                                          |
| 1846 | 1846                                         |                                              | 185                                          | 185                                          |
| 1852 | 1852                                         |                                              | 151                                          | 151                                          |
| 1858 | 1858                                         |                                              | 138                                          | 138                                          |
| 1864 | 1864                                         |                                              | 132                                          | 132                                          |
| 1871 | 1871                                         |                                              | 145                                          | 145                                          |
| 1875 | 1875                                         |                                              | 140                                          | 140                                          |
| 1885 | 1885                                         |                                              | 152                                          | 152                                          |
| 1895 | 1895                                         |                                              | 124                                          | 124                                          |
| 1905 | 1905                                         |                                              | 128                                          | 128                                          |
| 1910 | 1910                                         |                                              | 126                                          | 126                                          |
| 1925 | 1925                                         |                                              | 132                                          | 132                                          |
| 1939 | 1939                                         |                                              | 131                                          | 131                                          |
| 1946 | 1946                                         |                                              | 197                                          | 197                                          |
| 1950 | 1950                                         |                                              | 195                                          | 195                                          |
| 1956 | 1956                                         |                                              | 171                                          | 171                                          |
| 1961 | 1961                                         |                                              | 149                                          | 149                                          |
| 1967 | 1967                                         |                                              | 162                                          | 162                                          |
| 1970 | 1970                                         |                                              | 177                                          | 177                                          |
| 1980 | 1980                                         |                                              | ?                                            | ?                                            |
| 1990 | 1990                                         |                                              | ?                                            | ?                                            |
| 2005 | 2005                                         |                                              | 250                                          | 250                                          |
| 2011 | 2011                                         |                                              | 243                                          | 243                                          |
| 2015 | 2015                                         |                                              | 240                                          | 240                                          |
| 2020 | 2020                                         |                                              | 227                                          | 227                                          |
| 2023 | 2023                                         |                                              | 232                                          | 232                                          |
| Datenquelle: Historisches Gemeindeverzeichnis für Hessen: Die Bevölkerung der Gemeinden 1834 bis 1967. Wiesbaden: Hessisches Statistisches Landesamt, 1968. Weitere Quellen: LAGIS; nach 1970: Gemeinde Wald-Michelbach; Zensus 2011 |                                              |                                              |                                              |                                              |

### Historische Religionszugehörigkeit
Im Jahr 1961 wurden 18 evangelische  (12,08 %) und 130 katholische (87,25 %) Christen gezählt.

## Politik
Ortsbeirat
Für Hartenrod besteht ein Ortsbezirk (Gebiete der ehemaligen Gemeinde Hartenrod) mit Ortsbeirat und Ortsvorsteher, nach Maßgabe der §§ 81 und 82 HGO und des Kommunalwahlgesetzes in der jeweils gültigen Fassung gebildet. Der Ortsbeirat besteht aus drei Mitgliedern. Alle Kandidaten gehörten der Liste Unabhängige Wählergruppe Hartenrod an. Der Ortsbeirat wählte Katrin Temper zur Ortsvorsteherin.

## Infrastruktur
In Hartenrod gibt es einen Spielplatz und ein Dorfgemeinschaftshaus.

## In Hartenrod geboren
- Günter Schork (1955–2016), hessischer Politiker (CDU)